# Valdese
Valdese is een plaats (town) in de Amerikaanse staat North Carolina, en valt bestuurlijk gezien onder Burke County.

## Demografie
Bij de volkstelling in 2000 werd het aantal inwoners vastgesteld op 4485.
In 2006 is het aantal inwoners door het United States Census Bureau geschat op 4542, een stijging van 57 (1,3%).

## Geografie
Volgens het United States Census Bureau beslaat de plaats een oppervlakte van
14,1 km², geheel bestaande uit land. Valdese ligt op ongeveer 411 m boven zeeniveau.

## Geboren
- Christopher Atkins (21 februari 1961), acteur